# Mesosemia elegans
Mesosemia elegans är en fjärilsart som beskrevs av Percy I. Lathy 1904. Mesosemia elegans ingår i släktet Mesosemia och familjen Riodinidae. Inga underarter finns listade i Catalogue of Life.